# Daomanite
La daomanite è un minerale.